# Jorge Cafrune
Jorge Antonio Cafrune (Perico, 8 agosto 1937 – Benavídez, 1º febbraio 1978) è stato un cantante argentino, tra i più noti ricercatori e diffusori della musica popolare argentina.

## Biografia
Studia a San Salvador de Jujuy e intanto apprende a suonare la chitarra con Nicolás Lamadrid. Trasferitosi con la famiglia a Salta, vi conobbe Luis Alberto Valdéz, Tomás Alberto Campos e Gilberto Vaca, con i quali forma il suo primo gruppo, "Las Voces de Huayra" e incide nel 1957 il primo disco per le Edizioni discografiche "H. y R.". Il gruppo fu scoperto da Ariel Ramírez, che organizzò una tournée nella provincia di Mar del Plata. Con Cafrune e Valdez impegnati nel servizio militare, entrarono nel gruppo José Eduardo Sauad e Luis Adolfo Rodríguez. Inciso ancora un LP, il gruppo musicale si sciolse definitivamente.
Con l'appoggio di Ramírez, Cafrune forma un nuovo gruppo, "Los cantores del Alba", insieme con Tomás Campos, Gilberto Vaca e Javier Pantaleón, che ha tuttavia vita breve, stante la decisione di Cafrune di continuare da solo la sua attività musicale. Debutta nel 1960 nel Centro Argentino di Salta e va in tournée nella province del Chaco, di Corrientes, di Entre Ríos e Buenos Aires. Nella capitale non ha successo e continua a esibirsi in Uruguay, dove debutta in televisione, e in Brasile.
Torna a Buenos Aires nel 1962 e partecipa al Festival di musica popolare di Cosquín; qui ottiene notevole successo tanto da incidere il suo primo disco e presentarsi alla radio, alla televisione e in teatri e continuando lunghe tournée nelle cittadine di provincia, che egli preferisce alle grandi città: a Huanguelén, in provincia di Buenos Aires, conosce e lancia José Larralde. Ogni anno si esibisce al Festival di Cosquín dove, all'insaputa degli organizzatori, presenta nel 1965 l'allora poco nota cantante tucumana Mercedes Sosa.
Nel 1967 inaugura la tournée "De a caballo por mi Patria", un omaggio a Chacho Peñaloza. Gira tutto il paese a cavallo nello stile dei gauchos fotografando e filmando cortometraggi televisivi dove annota i costumi, la cultura e le tradizioni delle diverse regioni. Ci rimette molto denaro ma raggiunge gli obbiettivi, che si era proposto, di pubblicizzare le canzoni popolari argentine.
Insieme con gruppi artistici argentini, intraprende una lunga tournée negli Stati Uniti e in Spagna, dove ottiene grande successo tanto da risiedervi alcuni anni, sposandosi con Lourdes López Garzón. Ritorna in Argentina nel 1977, in occasione della morte del padre; il governo del paese è nelle mani della dittatura militare di Jorge Rafael Videla. Benché molti artisti preferiscano uscire dal paese per non dover subire censure e minacce, Cafrune decide di rimanere continuando a cantare e a sostenere le proprie opinioni. Al Festival di Cosquín, nel gennaio 1978, il pubblico gli chiede la canzone proibita Zamba de mi esperanza, e Cafrune la canta. Questo fu troppo per i militari: nel campo di concentramento di Córdoba, il tenente colonnello Carlos Enrique Villanueva sostiene che “bisogna ammazzarlo per dare un esempio a tutti gli altri”.
Il 31 gennaio, come omaggio al Padre della Patria José de San Martín, Cafrune inizia una traversata a cavallo che lo conduce a Yapeyú, città di nascita del Libertador, per deporvi terra presa da Boulogne-sur-Mer, luogo della sua morte. Nella notte, nell'altura di Benavídez un camioncino guidato da un giovane di 19 anni, Héctor Emilio Díaz, lo investe, uccidendolo. La giustizia ufficiale archivia il caso come incidente.

## Discografia argentina
| Titolo                                                                         | Anno | Edizioni |
| ------------------------------------------------------------------------------ | ---- | -------- |
| Las voces de Huayra                                                            | 1957 | Columbia |
| Folklore                                                                       | 1962 | H. y R.  |
| Tope puestero                                                                  | 1962 | H. y R.  |
| Cafrune                                                                        | 1962 | H. y R.  |
| Jorge Cafrune                                                                  | 1962 | H. y R.  |
| Emoción, Canto y Guitarra                                                      | 1964 | CBS      |
| Cuando llegue el alba                                                          | 1964 | CBS      |
| Que seas vos                                                                   | 1964 | CBS      |
| Ando cantándole al viento y no sólo por cantar                                 | 1965 | CBS      |
| El Chacho, Vida y obra de un caudillo                                          | 1965 | CBS      |
| La Independencia                                                               | 1966 | CBS      |
| Yo digo lo que siento                                                          | 1966 | CBS      |
| Jorge Cafrune                                                                  | 1967 | CBS      |
| Yo he visto cantar al viento                                                   | 1968 | CBS      |
| Este destino cantor                                                            | 1969 | CBS      |
| Zamba por vos                                                                  | 1969 | CBS      |
| Jorge Cafrune interpreta a José Pedroni                                        | 1970 | CBS      |
| Lindo haberlo vivido para poderlo contar                                       | 1971 | CBS      |
| Labrador del canto                                                             | 1971 | CBS      |
| Yo le canto al Paraguay                                                        | 1971 | CBS      |
| Virgen india (con Marito)                                                      | 1972 | CBS      |
| Aquí me pongo a contar... Cosas del Martín Fierro                              | 1972 | CBS      |
| De mi madre (con Marito)                                                       | 1972 | CBS      |
| De lejanas tierras. Jorge Cafrune le canta a Eduardo Falú y Atahualpa Yupanqui | 1972 | CBS      |
| Siempre se vuelve                                                              | 1975 | CBS      |
| Jorge Cafrune en las Naciones Unidas                                           | 1976 | CBS      |

## Filmografia
- Cosquín, amor y folklore (1965) di Delfor María Beccaglia
- Ya tiene comisario el pueblo (1965) di Enrique Carreras
- El cantor enamorado (1969) di Juan Antonio Serna
- Argentinísima (1972) di Fernando Ayala e Héctor Olivera
- El canto cuenta su historia (1976) di Fernando Ayala e Héctor Olivera